# Ishkhanasar
Ishkhanasar (in armeno Իշխանասար) è un comune di 271 abitanti (2010) della Provincia di Syunik in Armenia.